# Mechlovits Zoltán
Mechlovits Zoltán, eredetileg Mechlovits Ármin (Budapest, 1891. – Budapest, 1951. március 25.) hatszoros világbajnok asztaliteniszező, edző, sportvezető.

## Sportolói pályafutása
1908-tól kezdődően harminc éven keresztül az MTK (Magyar Testgyakorlók Köre) asztaliteniszezője volt. 1925 és 1930 között harminchat alkalommal szerepelt a magyar válogatottban. Az 1926-tól megrendezett világbajnokságokon összesen tizenegy érmet – közöttük hat aranyérmet – nyert. A válogatottságról 1929-ben mondott le, de egyesületében 1938-ig tovább versenyzett.

## Sporteredményei
- hatszoros világbajnok:
  - 1926, London: 
    - vegyes páros (Mednyánszky Mária)
    - csapat (Jacobi Roland, Kehrling Béla, Pécsi Dániel)

  - 1928, Stockholm:
    - egyes
    - vegyes páros (Mednyánszky Mária)
    - csapat (Bellák László, Glancz Sándor, Jacobi Roland, Pécsi Dániel)

  - 1929, Budapest: csapat (Barna Viktor, Glancz Sándor, Kelen István, Szabados Miklós)
- kétszeres világbajnoki 2. helyezett:
  - 1926, London:
    - egyes
    - férfi páros (Kehrling Béla)
- háromszoros világbajnoki 3. helyezett:
  - 1928, Stockholm: férfi páros (Jacobi Roland)
  - 1929, Budapest:
    - egyes
    - vegyes páros (Mednyánszky Mária)
- tizenhétszeres magyar bajnok
  - 1910: férfi páros (Jacobi Roland)
  - 1911: egyéni
  - 1911: férfi páros (Jacobi Roland)
  - 1925: egyéni
  - 1925: férfi páros (Pécsi Dániel)
  - 1926: egyéni
  - 1926: férfi páros (Erwin Freudenheim[3])
  - 1926: vegyes páros (Friedmann Lili)
  - 1926: csapat (Füchsl Alajos, Gyémánt Tibor, Mészöly László, Pécsi Dániel, Váradi Mihály, Widder Ernő)
  - 1927: csapat (Gyémánt Tibor, Pécsi Dániel, Politzer Pál, Szekeres Ferenc, Vilcsek Andor)
  - 1928: egyéni
  - 1928: férfi páros (Pécsi Dániel)
  - 1928: vegyes páros (Mednyánszky Mária)
  - 1929: csapat (Barna Viktor, Boros István, Földy Marcell, Kabos István, Klucsik Jenő, Szabados Miklós)
  - 1930: csapat: (Barna Viktor, Boros István, Földi Marcell, Kabos István, Klucsik Jenő, Szabados Miklós)
  - 1932: csapat (Barna Viktor, Boros István, Kabos István, Klucsik Jenő, Lovászy János, Mednyánszky Mária, Szabados Miklós)
  - 1937: csapat (Barna Tibor, Fischer István, Kelen István, Láng Endre, Rózsa László, Till Károly)

## Edzői és sportvezetői pályafutása
Kiemelkedően sokat tett a sportág magyarországi elterjedéséért és népszerűsítéséért. Ő írta az első magyar nyelvű asztalitenisz-szabálykönyvet. 1924-ben egyik alapító tagja lett a Magyar Országos Asztalitenisz Szövetségnek. 1930-tól 1937-ig a magyar asztalitenisz-válogatott szövetségi kapitánya volt. Vezetése alatt a magyar csapat összesen harminchárom világbajnoki aranyérmet nyert és ezzel a világ legeredményesebb válogatottja lett. Tanítványai közül Barna Viktor huszonkétszeres, Mednyánszky Mária tizennyolcszoros, Szabados Miklós tizenötszörös és Sipos Anna tizenegyszeres világbajnok lett.